# Toespoor

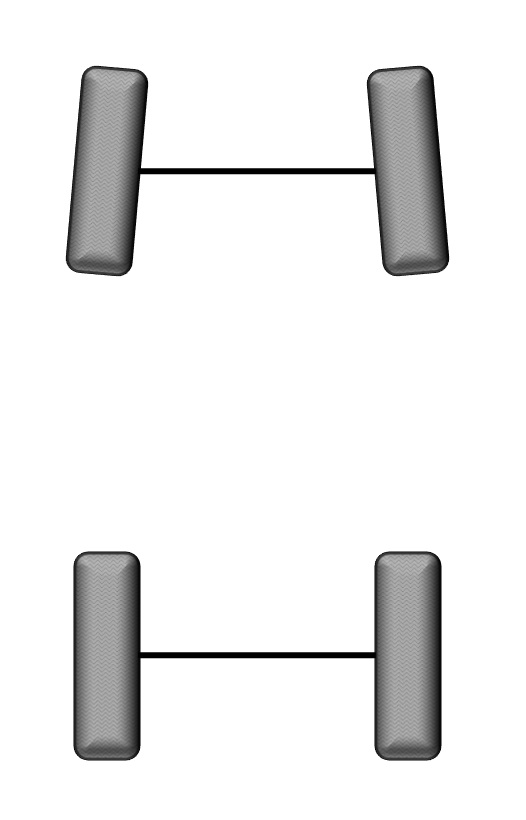
Toespoor

Toespoor is een afwijking in de wielstand van de voorwielen van een voertuig ten opzichte van de lengte-as. Dit kan een opzettelijk aangebrachte afwijking zijn of zijn ontstaan door slijtage van de wielophanging. Toespoor betekent dat de voorwielen naar binnen gericht zijn. Bij zijspancombinaties is het een lichte verdraaiing naar binnen van het zijspanwiel.
De tegenovergestelde afwijking, dat wil zeggen de voorwielen die naar buiten gericht zijn, noemt men uitspoor.
Overmatig of onvoldoende toe- of uitspoor kan leiden tot overmatige bandenslijtage, een onnodig hoog brandstofverbruik en instabiliteit tijdens het rijden.
Een afwijking van slechts enkele honderdsten van een graad kunnen al een (on)gewenst effect opleveren.

## Auto
Toespoor is nodig bij auto's met achterwielaandrijving. Door de krachten die vrijkomen bij achterwielaandrijving worden de voorwielen iets naar buiten gedrukt, waardoor het toespoor wordt gecorrigeerd en de wielen perfect rechtuit draaien. Auto's met voorwielaandrijving hebben uitspoor nodig om de sporing onder rijomstandigheden te corrigeren. Bij uitspoor zijn de wielen iets naar buiten gedraaid.

## Zijspan
Bij zijspancombinaties is toespoor nodig omdat de aangedreven motorfiets de combinatie naar rechts drukt. Het naar binnen gedraaide zijspanwiel zorgt ervoor dat dit (in elk geval gedeeltelijk) wordt voorkomen. Een zijspancombinatie heeft bovendien "vlucht": de motorfiets helt iets naar links. Deze krijgt daardoor de neiging ook naar links te rijden, waardoor de afwijking naar rechts eveneens wordt tegengewerkt. Toespoor en vlucht kunnen zo worden afgesteld dat de zijspancombinatie bij één bepaalde snelheid rechtdoor loopt. De zijspanrijder zal dus vrijwel altijd enige inspanning moeten verrichten als hij rechtuit wil rijden.